# تيم لوري
تيم لوري (بالإنجليزية: Tim Lowry)‏ هو لاعب كرة قدم أمريكية أمريكي، ولد في 4 أغسطس 1905، وتوفي في 27 فبراير 1983 في إيفانستون في الولايات المتحدة.